# Capela craniilor din Czermna

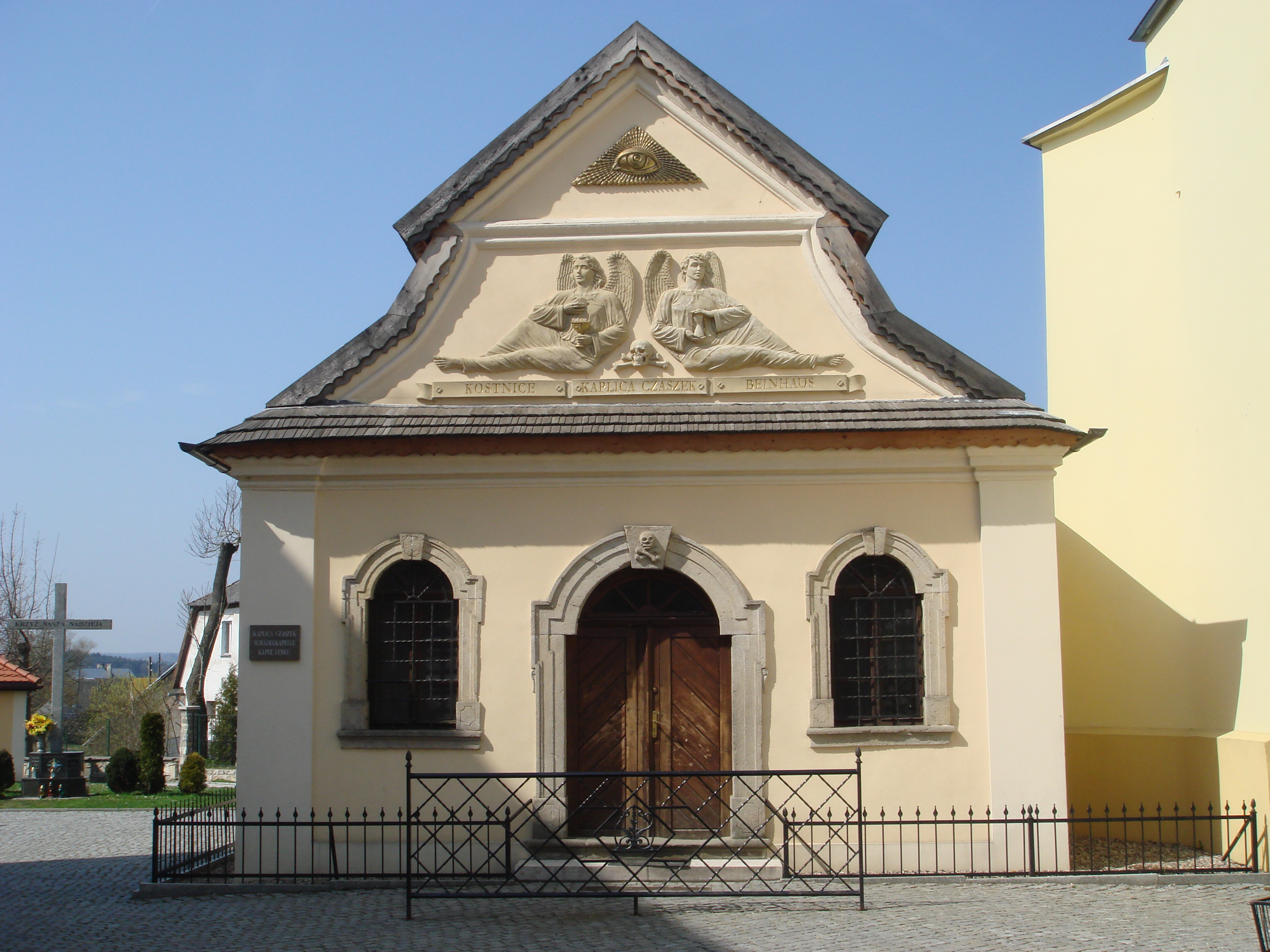
Exteriorul capelei

Capela craniilor (în poloneză Kaplica Czaszek) sau Biserica Sfântului Bartolomeu din Czermna este o capelă în Kudowa-Zdrój, Polonia. Zidurile și plafonul capelei sunt decorate cu 3.000 de cranii și oase omenești, aranjate cu grijă, cu intenția de a crea un efect decorativ impresionant, însă în realitate destul de macabru. Criptele adăpostesc alte circa 20.000 cranii.

## Istorie
Capela a fost ridicată în 1776 de parohul ceh al regiunii și servește drept monument tulburător în memoria celor care au murit în războaiele religioase din secolul al XVII-lea și în cele două războaie sileziene din secolul al XVIII-lea. Adăpostește, de asemenea, osemintele victimelor de holeră ale regiunii.
Obiceiul de a depozita oase într-un osuar atât de masiv este relativ rar în Europa, practica evoluând totuși în unele regiuni pentru ca bisericile să poată facă față momentelor când morțile erau numeroase și frecvente (epidemii, războiaie), depășind capacitățile cimitirelor. Mai exact, parcelele cimitirelor erau folosite cât mai eficient, prin dezhumarea periodică a rămășițelor omenești și plasarea lor în osuare separate. Un exemplu similar celui de la Czermna se găsește la mănăstirea Sedlec din Cehia. 

## Galerie

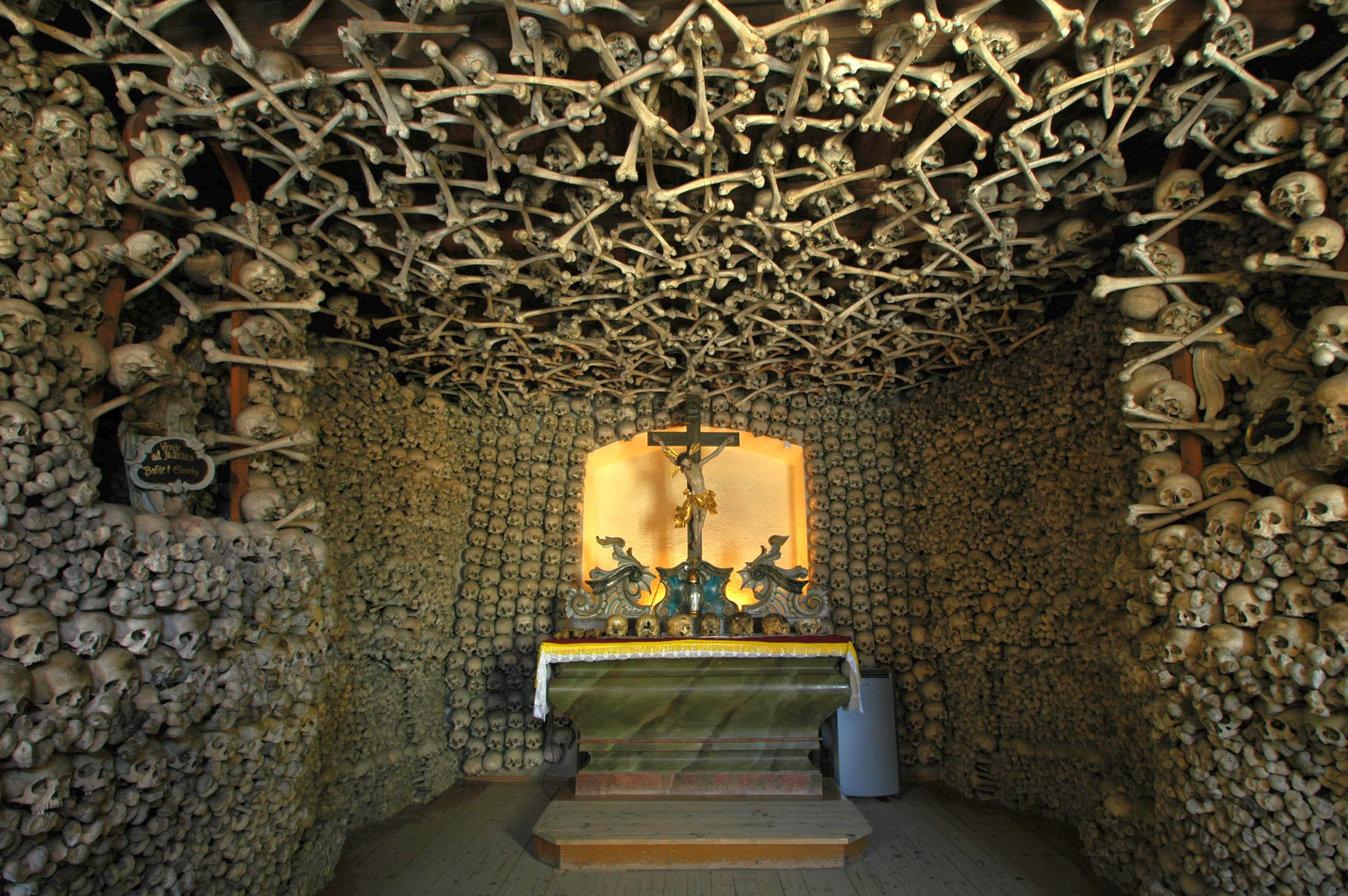
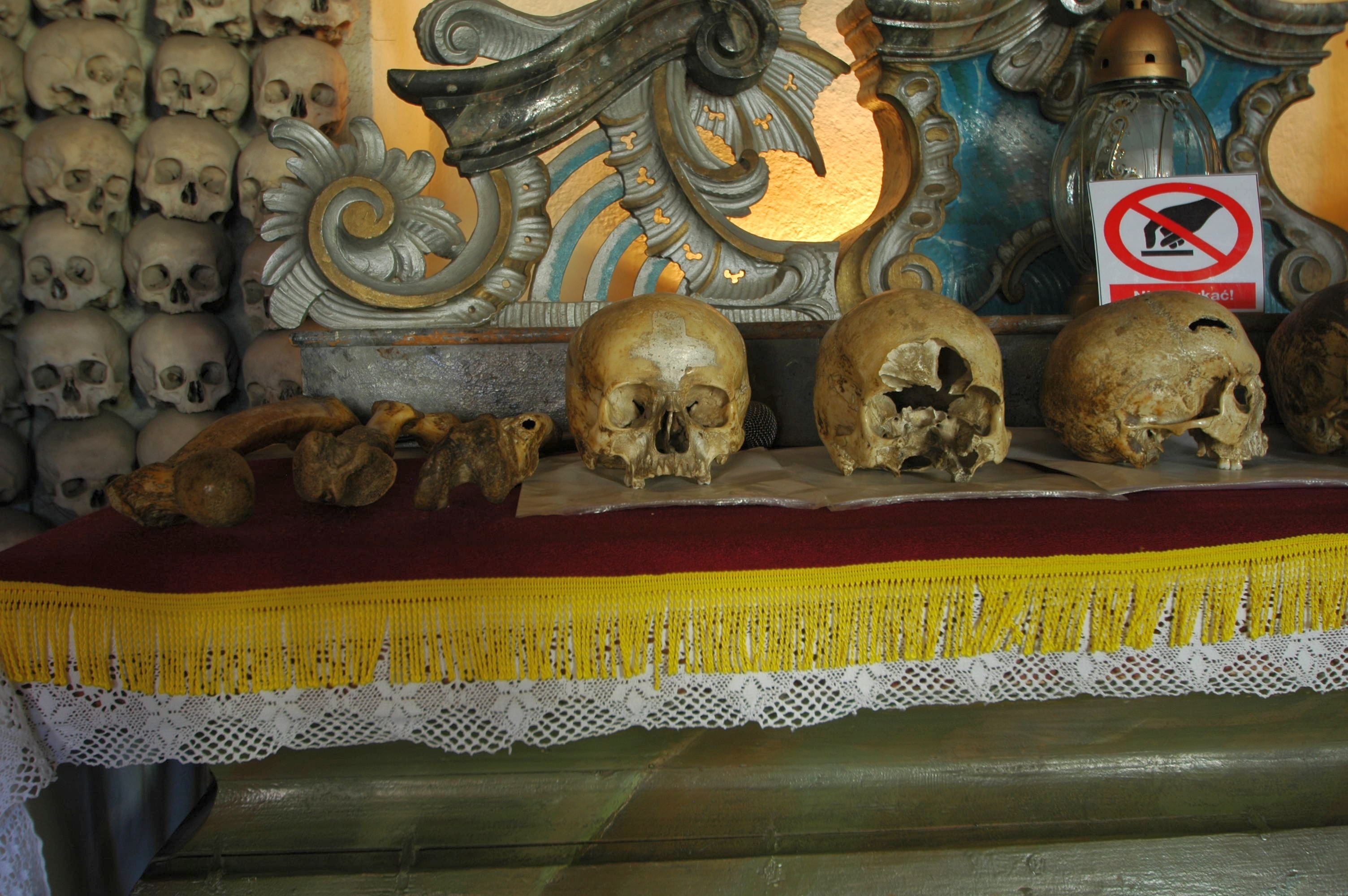
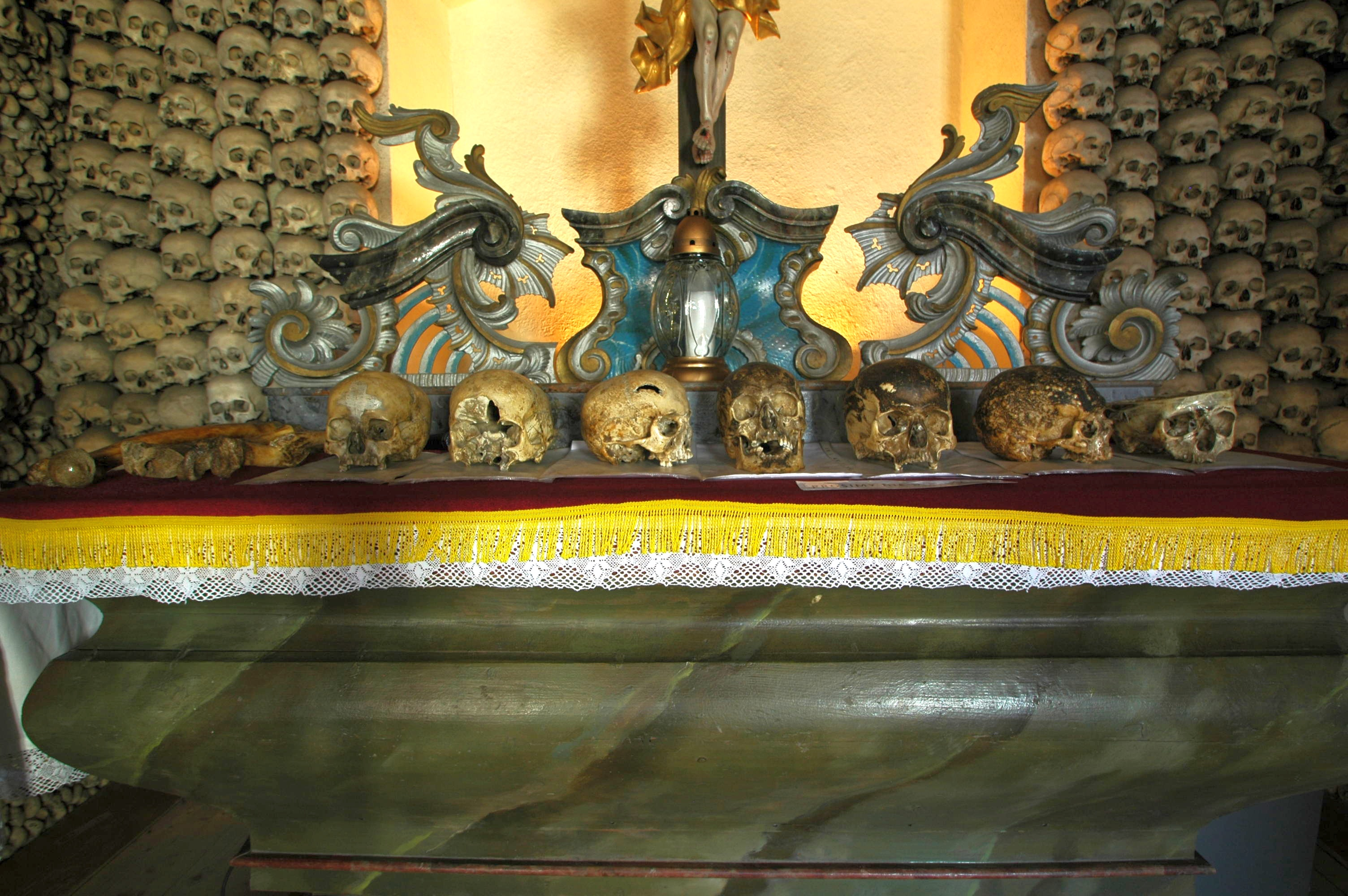
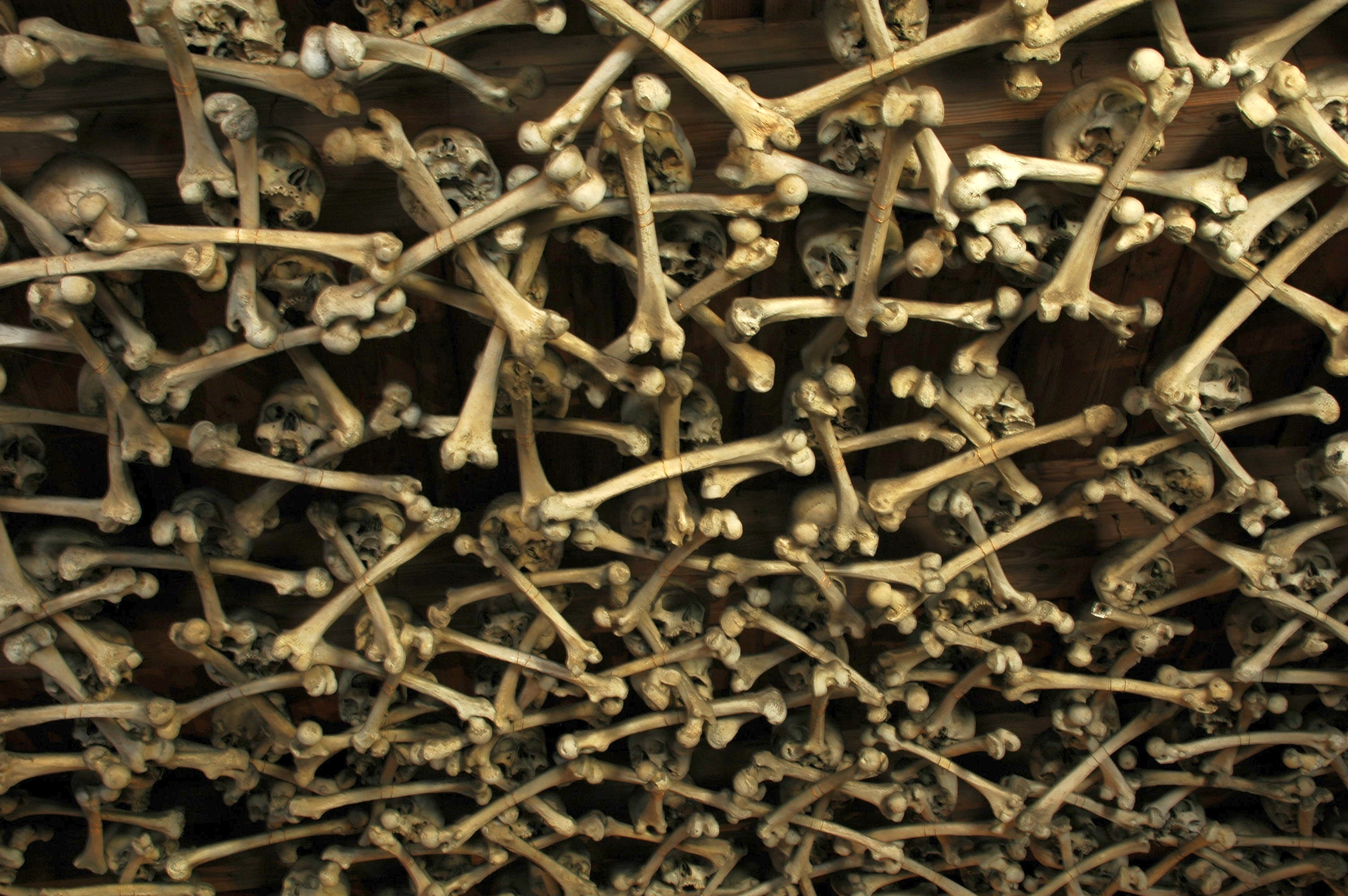
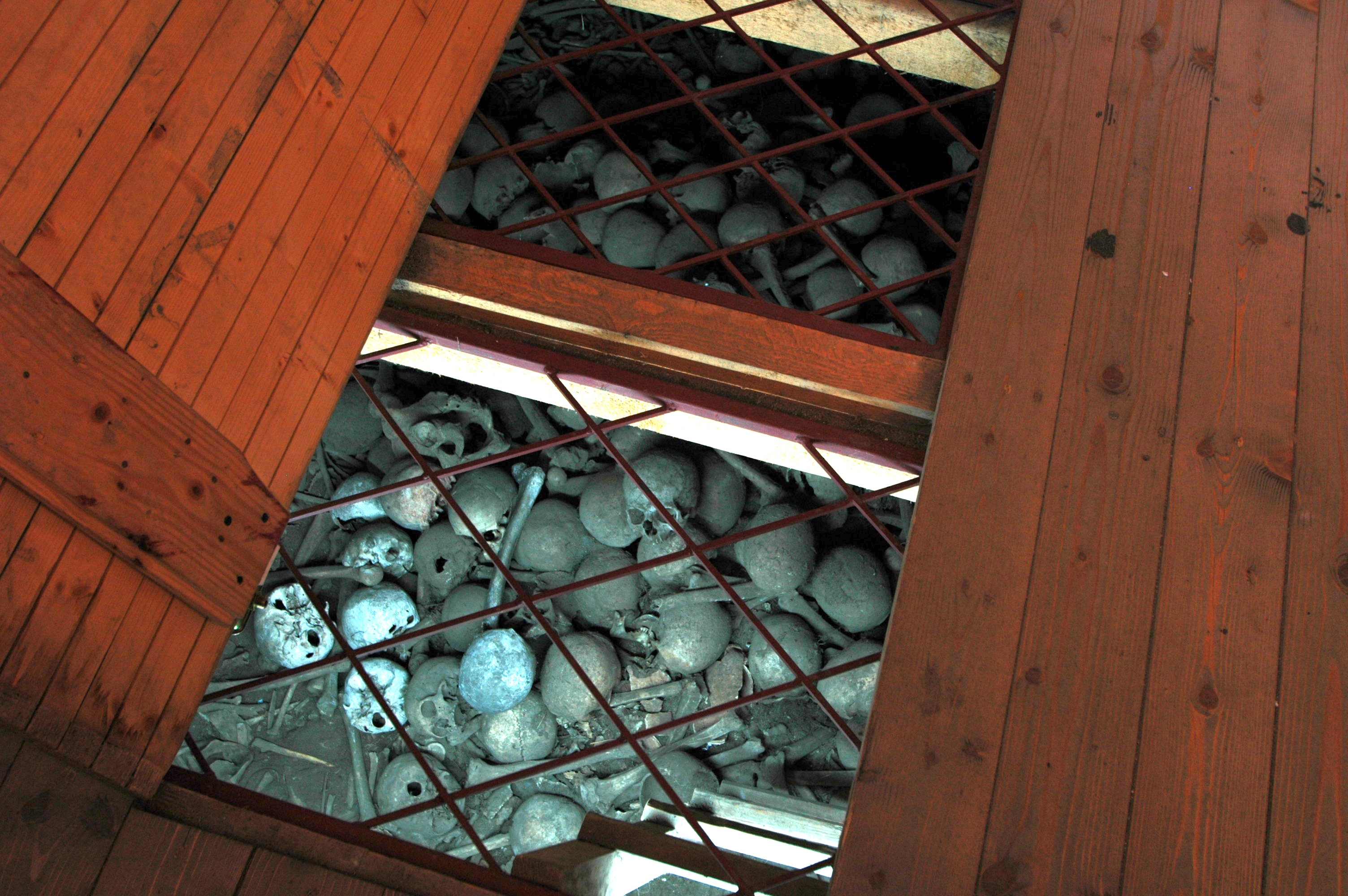
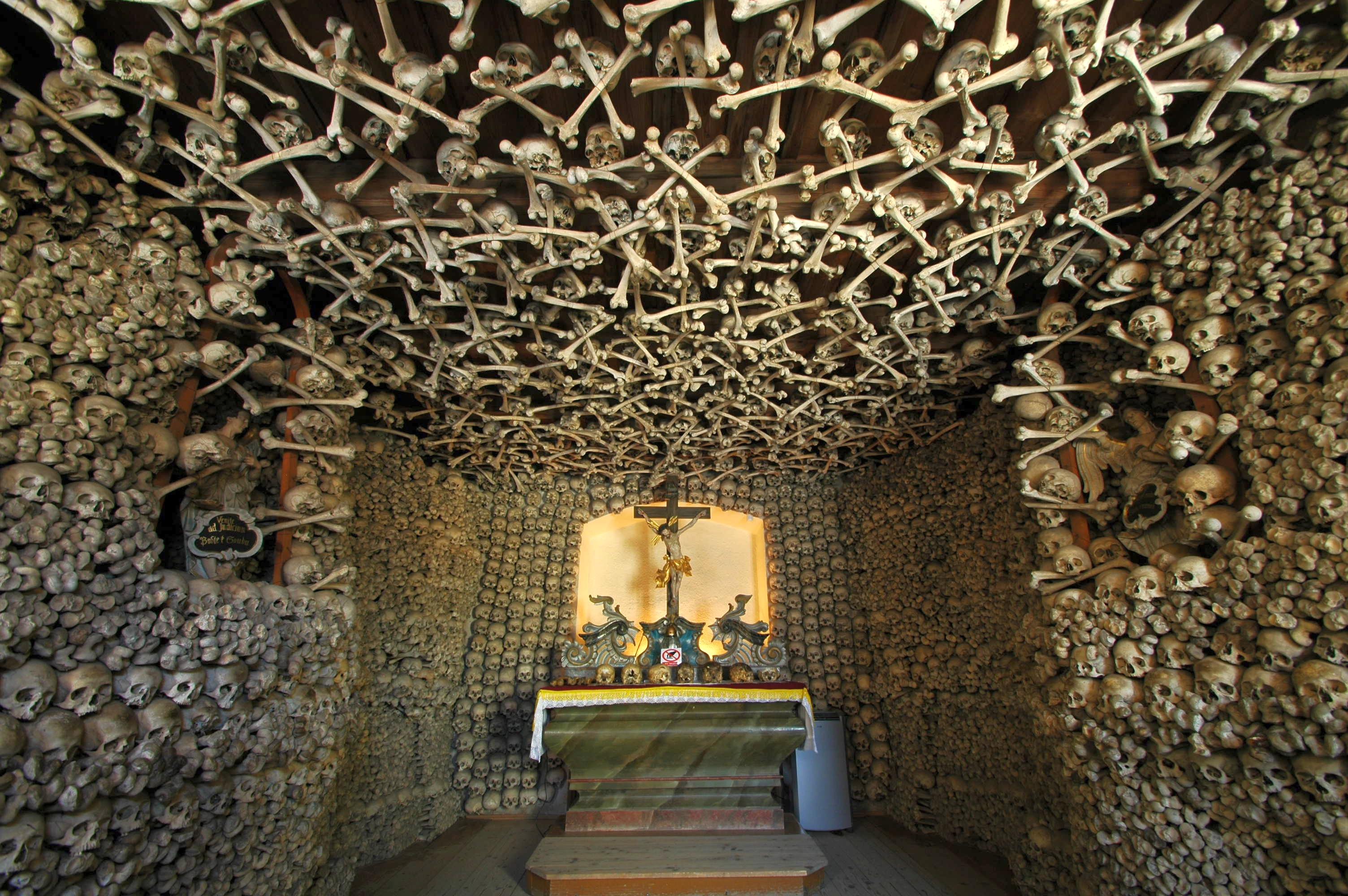
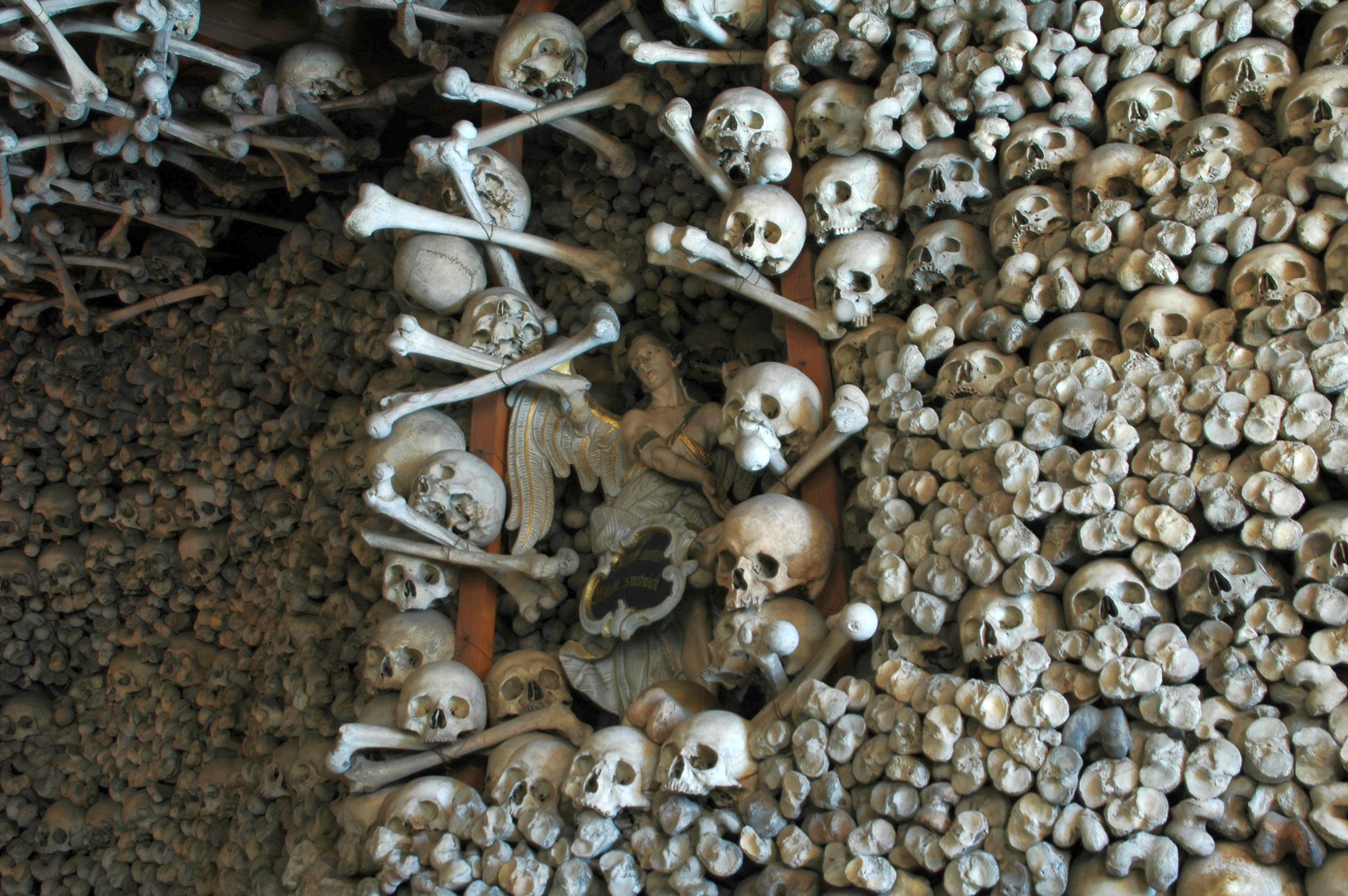
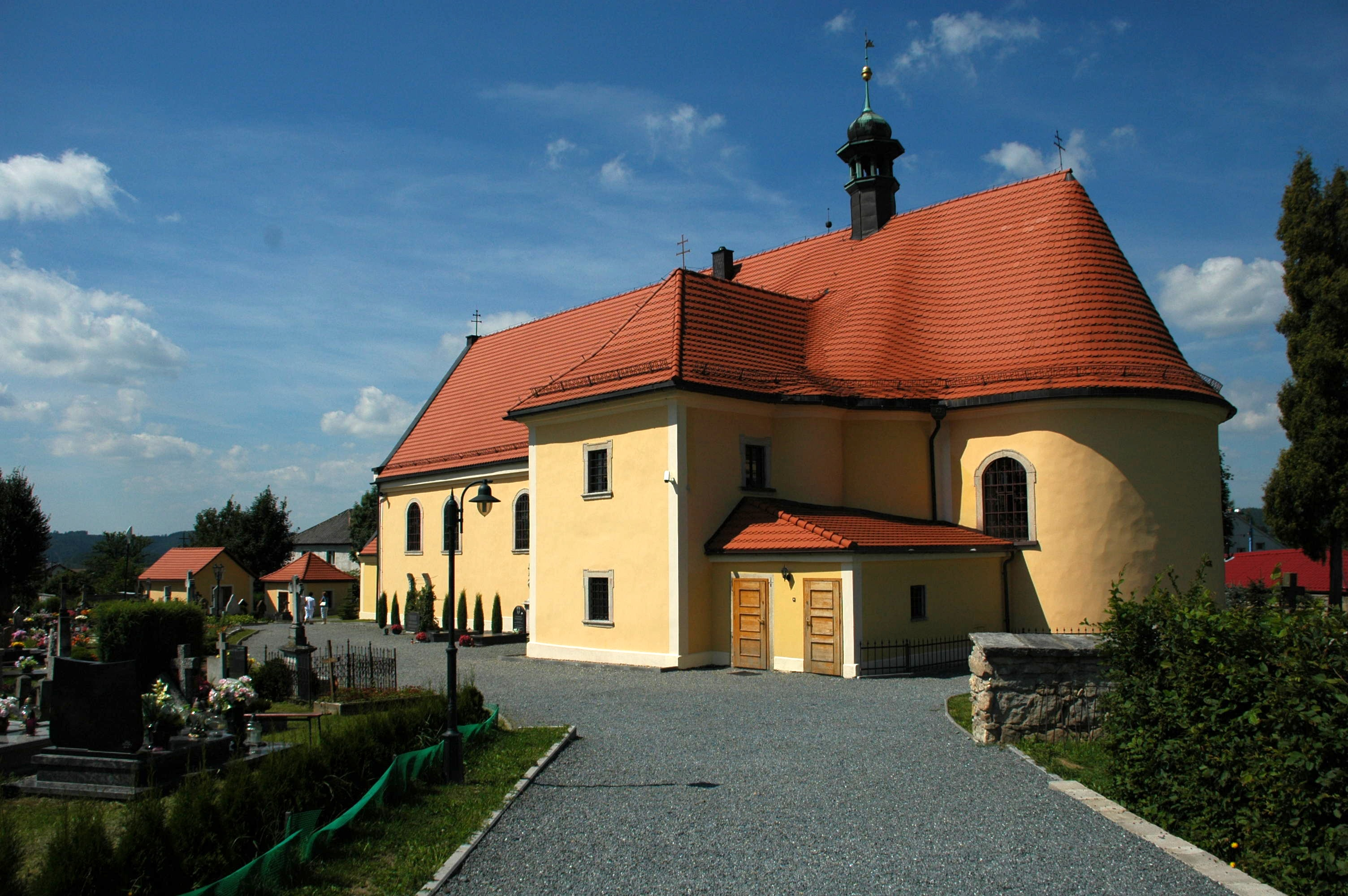